# Guzmania remediosensis
Guzmania remediosensis är en gräsväxtart som beskrevs av Elvira Angela Gross. Guzmania remediosensis ingår i släktet Guzmania och familjen Bromeliaceae. Inga underarter finns listade i Catalogue of Life.